# Liste des monuments historiques protégés en 1858
Cet article recense les monuments historiques français classés en 1858.

## Protections
| Édifice                         | Commune | Département    | Région | Protection            | Base Mérimée         | Coordonnées                      | Image |
| ------------------------------- | ------- | -------------- | ------ | --------------------- | -------------------- | -------------------------------- | ----- |
| Basilique Saint-Martin de Tours | Tours   | Indre-et-Loire | Centre | Classé (confirmation) | Notice no IA00071347 | 47° 23′ 22″ nord, 0° 40′ 58″ est |       |